# Cal Fillo
Cal Fillo és una obra gòtica de la Fatarella (Terra Alta) inclosa a l'Inventari del Patrimoni Arquitectònic de Catalunya.

## Descripció
Construcció de planta baixa, dues plantes pis i planta golfes. Sensiblement rectangular entre mitgeres i façana al c/ del Forn. Realitzada en paredat arrebossat.
A la planta baixa es troba la porta d'arc de mig punt amb dovelles. Les plantes superiors presenten carreus emmarcant les obertures, centrades respecte la porta de la planta baixa. Al primer pis és un balcó. Les obertures de la segona planta semblen afegides.

## Història
A la clau de l'arc hi ha esculpit un escut amb la inscripció: "+ / DNSMiHi / ADIVTOR / 1588 / R".